# Dilar nevadensis
Dilar nevadensis är en insektsart som beskrevs av Jules Pièrre Rambur 1838. Dilar nevadensis ingår i släktet Dilar och familjen Dilaridae. Inga underarter finns listade i Catalogue of Life.